# 梅里-普雷姆西
梅里-普雷姆西（法語：Méry-Prémecy，法語發音：[meʁi pʁemsi]）是法国马恩省的一个市镇，位于该省西北部，属于兰斯区。该市镇于1790-1794年间由梅里（Méry）和普雷姆西（Prémecy）合并而成。

## 地理
梅里-普雷姆西（49°13'33"N, 3°51'42"E）面积5.11 平方千米，位于法国大東部大區马恩省，该省份为法国东北部内陆省份，北起阿登省，西北接埃纳省，西南接塞纳-马恩省，南至奥布省，东南接上马恩省，东临默兹省。
与梅里-普雷姆西接壤的市镇（或旧市镇、城区）包括：欧比伊、布勒斯、库洛姆拉蒙塔涅、热尔米尼、格镇、让夫里、圣厄夫赖斯和克莱里泽、弗里尼。

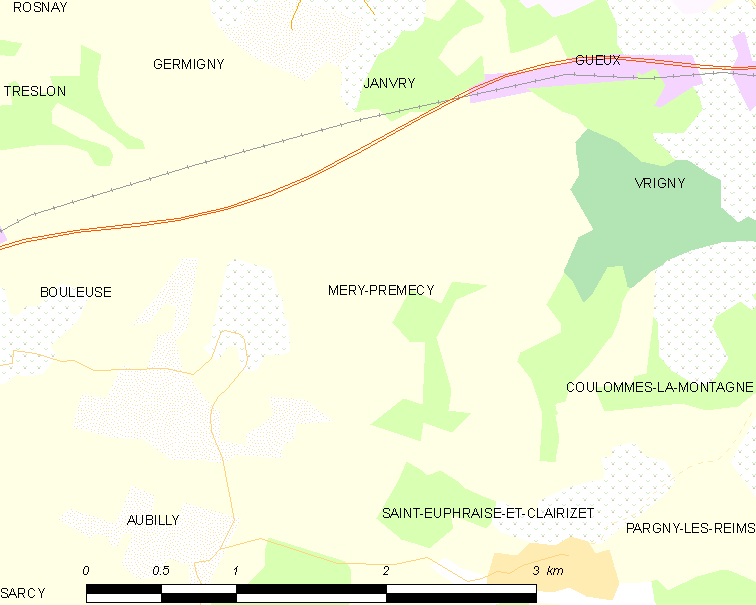
梅里-普雷姆西的OSM定位图

梅里-普雷姆西的时区为UTC+01:00、UTC+02:00（夏令时）。

## 行政
梅里-普雷姆西的邮政编码为51390，INSEE市镇编码为51364。

## 政治
梅里-普雷姆西所属的省级选区为菲姆-兰斯山县。

## 人口

1962-2008年间梅里-普雷姆西人口变化图示

梅里-普雷姆西于2022年1月1日时的人口数量为67人。